# Відігнутозуб
Відігнутозуб (Anacamptodon) — рід мохів родини Amblystegiaceae. Рід був описаний у 1818 році Самюелем Елізе Бріделем. Рід має космополітичне поширення, хоча в Африці, Південній Америці й Австралії поширений фрагментарно.

## Характеристика
Це рослини від маленького до середнього розміру, від жовтого до зеленого забарвлення. Стебла вільно розгалужені; є ризоїди. Листки яйцеподібні або видовжено-ланцетні, не складчасті, 0.7–1(1.4) мм; краї від цілісних до ± зубчастих; верхівка короткозагострена. Коробочка прямовисна, видовжено-циліндрична. Спори 10–15 мкм.

## Види
Види:
- Anacamptodon africanus
- Anacamptodon amblystegioides
- Anacamptodon compactus
- Anacamptodon cubensis
- Anacamptodon fortunei
- Anacamptodon latidens
- Anacamptodon marginatus
- Anacamptodon minimus
- Anacamptodon splachnoides
- Anacamptodon subulatus
- Anacamptodon validinervis
- Anacamptodon wattsii'